# Bagatelas, Op. 126 (Beethoven)

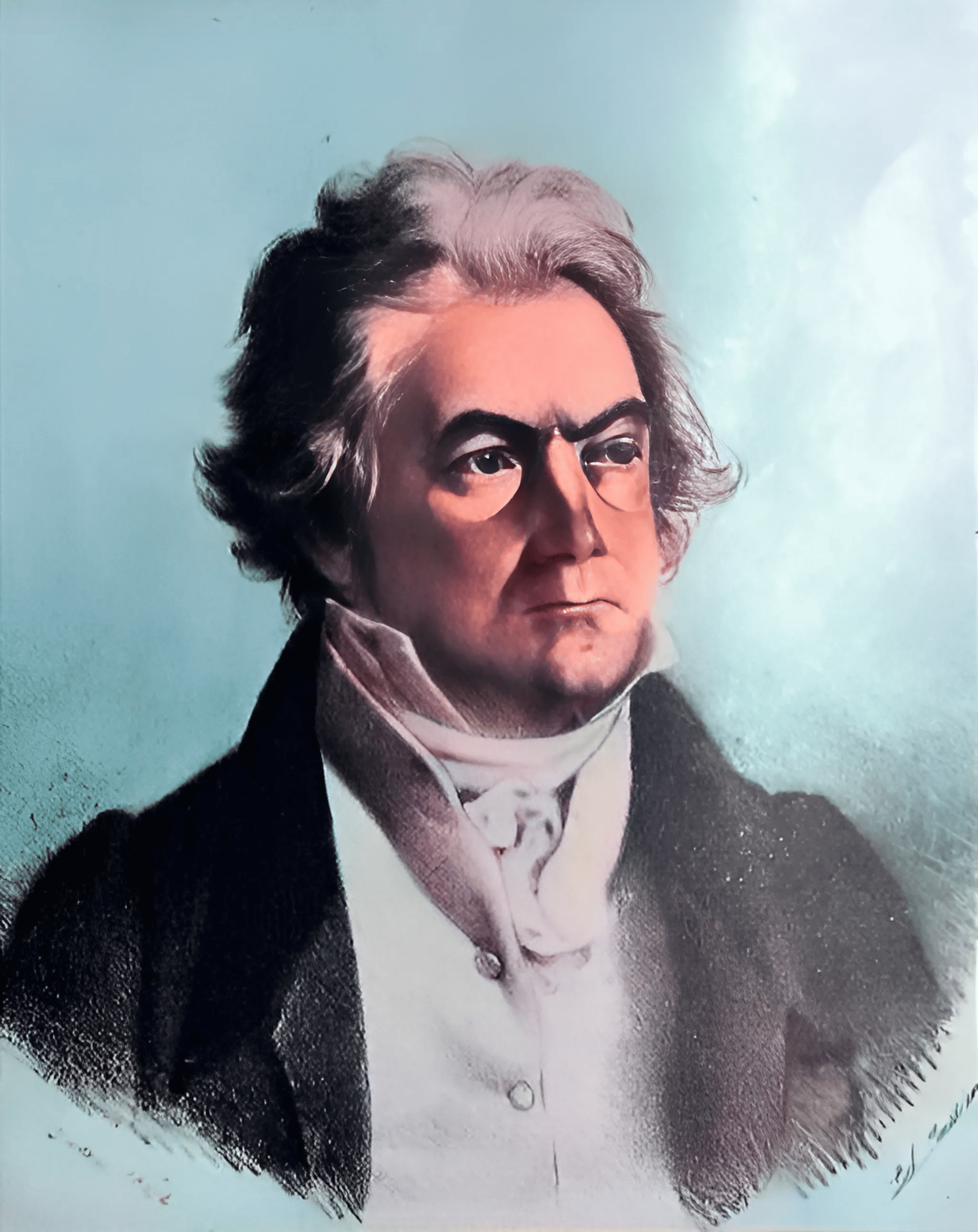
Retrato de Ludwig van Beethoven por Johann Stephan Decker en 1824.

Las Bagatelas, Op. 126, son un conjunto de seis obras para piano compuestas por Ludwig van Beethoven en 1824 y publicadas al año siguiente en su carrera, en 1825. Están dedicadas a su hermano Nikolaus Johann (1776–1848).Una bagatela, según el uso que hizo Beethoven, es una especie de breve pieza de carácter.[cita requerida]

## Obra

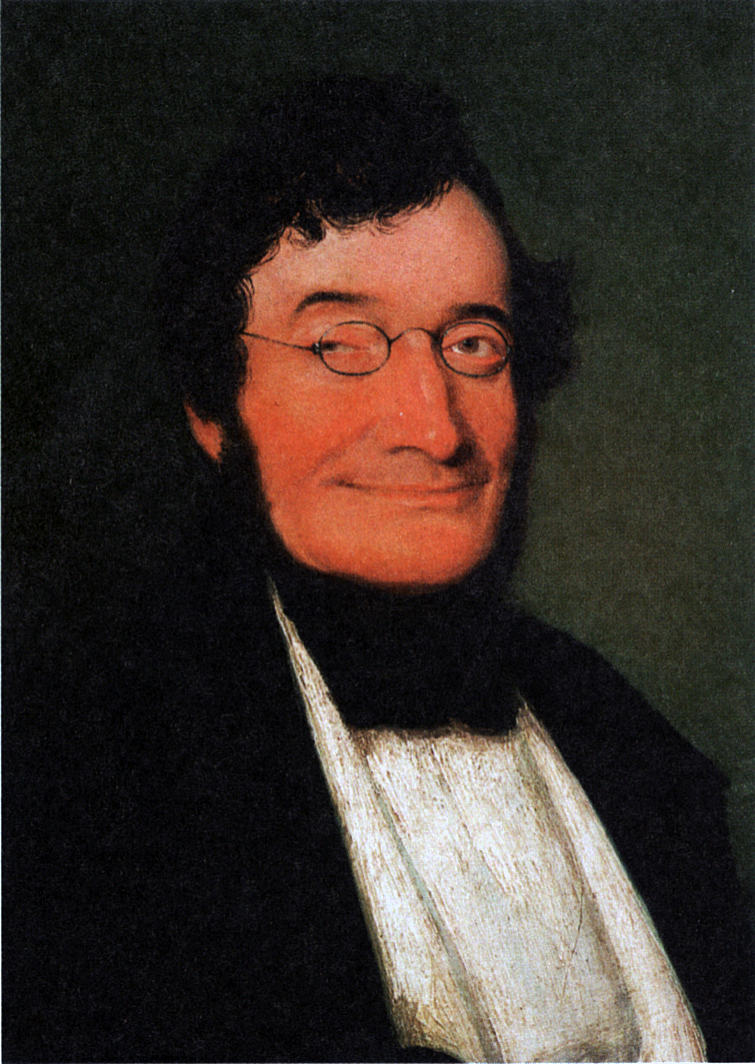
Retrato de Nikolaus Johann van Beethoven, el hermano menor del compositor y dedicatario de las seis bagatelas, cerca de 1841 por un artista desconocido.

Beethoven escribió a su editor Schott que su Opus 126 «son probablemente de lo mejor que he compuesto».
El conjunto se compone de seis obras breves, de la siguiente manera:
1. Andante con moto, Cantabile e compiacevole, sol mayor, 3/4
2. Allegro, sol menor, 2/4
3. Andante, Cantabile e grazioso, mi bemol mayor, 3/4
4. Presto, si menor, 2/2
5. Quasi allegretto, sol mayor, 6/8
6. Presto, 2/2, seguida de, Andante amabile e con moto, mi bemol mayor, 3/8

En observaciones introductorias a su edición de las obras, Otto von Irmer apunta que Beethoven quería que las seis bagatelas fueran tocadas en orden como una sola obra, al menos en la medida en que esto puede ser inferido a partir de una anotación marginal que Beethoven hizo en el manuscrito: "Ciclus von Kleinigkeiten" (ciclo de piezas pequeñas). Lewis Lockwood sugiere otra razón para considerar el trabajo como una unidad en lugar de una colección: a partir de la segunda bagatela, las tonalidades de las piezas caen en una sucesión regular descendiente de terceras mayores, un patrón que Lockwood también percibe en la Sinfonía n.º 3, Op. 55 «Eroica» y el Cuarteto de cuerda n.º 12, Op. 127.
Maurice J. E. Brown, en su entrada en el Grove Dictionary, dice que las bagatelas «son completamente típicas de su compositor y muestran afinidades con el resto de obras instrumentales escritas en el mismo tiempo». Algunas de estas posibles afinidades son: la n.º 1 comparte la expresión tersa, elíptica del primer movimiento de la Sonata para piano n.º 28, Op. 101; la n.º 3 comparte el estilo de la elaboración aguda de una melodía lenta en compás ternario, visto en el movimiento lento de la Sonata para piano n.º 29, Op. 106 «Hammerklavier»; y la última bagatela comienza con un caótico pasaje que recuerda de la apertura del último movimiento de la Novena sinfonía.